# Euvaldiviana penaina
Euvaldiviana penaina är en tvåvingeart som först beskrevs av Alexander 1981.  Euvaldiviana penaina ingår i släktet Euvaldiviana och familjen storharkrankar. Inga underarter finns listade i Catalogue of Life.